# 鍋島陽一
鍋島 陽一 （なべしま よういち、1946年4月24日 - ）は、日本の分子生物学者、医師。主な業績は動物個体の発生、形成、機能維持の分子機構の研究。新潟県上越市出身。医学博士（新潟大学、1976年）。

## 経歴
1972年新潟大学医学部卒業。1976年新潟大学大学院医学研究科博士課程修了。母校講師、癌研究会癌研究所研究員などを経て、1987年国立精神・神経センター神経研究所遺伝子工学研究部長。1997年大阪大学教授細胞生体工学センター教授、1998年京都大学大学院医学研究科教授。2010年退官、先端医療振興財団先端医療センター長。

## 受賞歴
- 1998年 - ベルツ賞2等賞
- 2005年 - 上原賞
- 2007年 - 武田医学賞
- 2013年 - 日本学士院賞
- 2015年 - 持田記念学術賞

## 栄典
- 2010年 ‐ 紫綬褒章[3]
- 2019年 ‐ 瑞宝中綬章[4]